# Nagysándori
Nagysándori (1899-ig Nagy-Sztrice, szlovákul Veľké Ostratice) Sándori településrésze, egykor önálló falu Szlovákiában, a Trencséni kerületben, a Simonyi járásban.

## Fekvése
Simonytól 8 km-re északnyugatra fekszik, ma Sándori község déli részét képezi.

## Története
Sztrice települést 1193-ban említik először. Későbbi magyar nevét egykori birtokosáról, a Sándor családról kapta.
Nagysztrice 1439-ben tűnik fel először, akkor még „Also Streche” alakban. Története során több nemesi család birtoka volt, köztük az Osztraticky, Pogány, Macskó, Ghyczy és Zsámbokrethy családoké.
1598-ban 27 háza, 1720-ban 12 adózó portája volt. 1784-ben 40 házában, 62 családban 279 lakos élt.
A 18. század végén Vályi András így ír róla: „Rongyos Stricze, Kis Stricze, Nagy Stricze. Három tót faluk Trentsén Várm. Rongyos Striczének földes Urai Bacskády, és több Urak; fekszik Nagy Khlivenhez nem meszsze, mellynek filiája; Kis Striczének földes Urai több Urak; Nagy Striczének pedig Bagody, és több Urak, fekszenek Ribinnek szomszédságában, és annak filiáji; lakosaik katolikusok, határbéli földgyeik termékenyek, réttyek, legelőjök hasznos, vagyonnyaik külömbfélék.”
1828-ban 36 háza és 362 lakosa volt. Lakói főként mezőgazdasággal foglalkoztak.
Fényes Elek 1851-ben kiadott geográfiai szótárában így ír a faluról: „Nagy-Sztricze, tót falu, Trencsén vmegyében, 366 kath., 12 evang., 33 zsidó lak.”
A trianoni diktátumig Trencsén vármegye Báni járásához tartozott.
Kis- és Nagysándorit 1960-ban egyesítették.

## Népessége
1910-ben 518, túlnyomórészt szlovák lakosa volt.

## Nevezetességei
- Római katolikus temploma 1737-ben épült.

## Külső hivatkozások
- Nagysándori Szlovákia térképén

## Lásd még
- Sándori
- Kissándori